# Icon (boek)
Icon (Nederlandse vertaling: 1996; Icoon; door: Jan Smit) is een in 1996 uitgekomen boek van de Engelse schrijver Frederick Forsyth. Het beschrijft de verhindering van de opkomst van een extreemrechtse dictatuur in Rusland in 1999 en 2000.

## Het verhaal
Rusland staat er in 1999 bar slecht voor. De economie is in het slop en wordt geteisterd door de georganiseerde misdaad, en zowel de Tsjetsjeense oorlog als een oorlog tegen Siberische secessionisten zijn ongunstig afgelopen. Veel Russen verhongeren en het vertrouwen in de regering is tot nul gedaald. Als de president, Josef Cherkassov, die Jeltsin opvolgde, overlijdt, dreigt Rusland volledig onbestuurbaar te worden. Er worden nieuwe verkiezingen uitgeschreven voor 15 januari 2000.
De bevolking keert zich verbitterd af van de democratische regering. De communisten lijken de grootste bedreiging, maar dan komt de extreemrechtse UPK onder leiding van Igor Komarov op. Komarov is een briljant demagoog en wordt bijgestaan door PR-adviseur Kuznetsov en veiligheidsadviseur kolonel Grishin. De UPK bezit een gewapende tak die op de SA en de SS lijkt: de Zwarte Garde. Daarnaast is er een soort Hitlerjugend: de Liga van Jonge Strijders. Komarov doet zich echter, met name bij officiële gelegenheden en jegens buitenlandse journalisten, voor als een redelijk man, die slechts orde en rust wil terugbrengen waar Rusland zo'n behoefte aan heeft. Komarov staat in de peilingen op 70 a 75 % van de stemmen.
Op een dag, vlak na het overlijden van Cherkassov, ontvreemdt een oude schoonmaker een dossier uit Komarovs kantoor en brengt het naar de Britse ambassade. Dit dossier, dat al snel bekend zal worden als het Zwarte Manifest, onthult Komarovs ware bedoelingen. Alle joden, homoseksuelen, minderheden en andersdenkenden zullen worden gedeporteerd om in Siberië te creperen. Het leger zal weer worden opgebouwd om omringende staten te intimideren en Rusland "zijn oude glorie" terug te geven. Tevens blijkt uit dit document dat de Russische maffia Komarov financiert, hoewel het de bedoeling is dezelfde maffia te deporteren zodra hun diensten niet meer nodig zijn. Als Komarov aan de macht komt, zal hij het Zwarte Manifest uitvoeren en aldus een "tweede Hitler" worden.
Deze ontwikkeling kan de Lincoln Raad, een NGO bestaande uit belangrijke ex-politici, niet tolereren. Komarov uit de weg ruimen is echter geen optie: de man is zo populair dat hij een voor de mensen een 'icoon' aan het worden is (vandaar de titel). Wanneer hij vermoord zou worden zou hij een martelaar worden en zou een ander, waarschijnlijk Grishin, het stokje overnemen, of zou een burgeroorlog uitbreken. De enige oplossing is de Russen een nieuw icoon aan te bieden en intussen duidelijk te maken dat Komarov een 'vals' icoon is.
Ze sturen inlichtingenofficier-in-ruste, Jason Monk, naar Rusland. Jason Monk spreekt vloeiend Russisch en heeft ervaring met het land. Hij heeft echter ook een fikse appel met Grishin te schillen: zijn gerekruteerde Russische verklikkers waren door Aldrich Ames verraden en door Grishin gemarteld en geëxecuteerd. Het grootste deel van de eerste helft van het boek bestaat uit flash-backs uit deze periode.  
Een commando saboteert de drukpersen van de UPK terwijl Monk de tegenstanders van de UPK mobiliseert in een propagandacampagne tegen de UPK. De eerste dreun wordt toegebracht door de oude generaal en oorlogsheld Nikolayev, die na aandringen van Monk zich in een interview zeer negatief over Komarov uitlaat en hem een fascist noemt. Dit kost al 10 % van de stemmen van met name veteranen, hij zakt van 75 naar 65%. Vervolgens weigeren alle televisiestations de UPK alle zendtijd, nadat Jason Monk de joodse eigenaars van de belangrijkste banken die de studio's financieren, het Zwarte Manifest heeft onthuld. Een rondreizend priester predikt de terugkeer naar het geloof en de monarchie, en krijgt hiervoor de zendtijd van de UPK toegewezen. Gecombineerd met de vernietiging van de drukpersen betekent dit dat Komarov zich niet kan verweren tegen de beschuldigingen. Monk contacteert de Russisch-orthodoxe Kerk en heeft een geheime ontmoeting met patriarch Alexius II van Moskou voor eventuele steun voor de herinstallatie van de monarchie, en regelt via de Tsjetsjeense maffia een schuiladres. Tevens strooit Monk een aantal geruchten rond die een paniekreactie in de UPK teweegbrengen. Nikolajev zou een hele serie interviews willen geven, de Kerk zou een warm voorstander van de monarchie zijn en de steun hebben van de gematigden, bij een politieraid op de maffia zouden documenten zijn gevonden die de financiële link met de UPK aantonen, en er zou een verrader zijn binnen de hoogste regionen van de Zwarte Garde. Dit doet Komarov en Grishin denken dat er een complot tegen de UPK bestaat teneinde de UPK politiek vleugellam te maken.
De woedende Grishin stuurt op 21 december 1999 zijn Zwarte Garde op zijn tegenstanders af, ten gevolge waarvan Nikolayev omkomt. Dit leidt tot grote verontwaardiging (vooral wanneer Monk de media tipt over de daders) en de steun voor Komarov daalt nog verder. Dit wordt verergerd door een persconferentie die Kuznetsov belegt maar die in een fiasco eindigt. Daarbij verspreidt Monk het gerucht dat de regering met op de maffia buitgemaakte documenten en een verrader binnen de Zwarte Garde de UPK-leiding strafrechtelijk wil aanpakken wegens de moordaanslagen, zodat de Komarov niet aan de verkiezingen zou kunnen meedoen. Komarov staat nu nog maar op 45 % van de stemmen in de peilingen en gaat hard achteruit. Toch is het niet Monks bedoeling Komarov een verkiezingsnederlaag te laten lijden, want dan blijft hij een latente dreiging en zullen bovendien de communisten hiervan profiteren.
Grishin weet nu Komarov te overtuigen de macht met geweld te grijpen, en wel in de Nieuwjaarsnacht. Grishin heeft namelijk gewapende troepen achter de hand omdat hij weet dat na de verkiezingen de daadwerkelijke feitelijke machtsovername zal komen. Hij mobiliseert zijn troepen, bestaande uit de Zwarte Garde, de Liga van Jonge Strijders, maffiosi, extreemrechtse straatbendes en elementen binnen de staat die de extreemrechtse zaak zijn toegedaan zoals de Spetznaz-eenheden Alfa en Vympel. Deze strijdmacht dient alle toegangswegen tot Moskou af te grendelen en alle strategische punten (het Kremlin, de staatsomroep, politie- en legerkazernes, etc.) te bezetten.
Monk, die deze zet had voorzien en zelfs uitgelokt, heeft echter zijn tegenmaatregelen genomen. Hij weet Grishin er toe te zetten zijn Garde te zuiveren door het gerucht te verspreiden dat er een verrader is. Hierdoor ziet Grishin zich gedwongen zich te ontdoen van zijn bekwaamste officieren op het moment dat hij ze het hardst nodig heeft. Ook mobiliseert Monk een monsterverbond van regeringstroepen en de Tsjetsjeense maffia, die dezelfde vijanden en dus in deze een gemeenschappelijk belang hebben. De coup wordt tijdig de kop ingedrukt en Monk rekent definitief met zijn vijand Grishin af. Komarov en diens perschef Kuznetsov worden niet lang daarna gearresteerd wanneer ze een schip naar Zweden proberen te nemen. De UPK afgvaardigden in de Doema kiezen eieren voor hun geld, nemen afstand van de coup, en steunen de gematigden. Hierdoor heeft het herstel van de Russische monarchie de vereiste meerderheid ondanks tegenwerking van de communisten; de monarchie wordt hersteld door een verre afstammeling van de laatste tsaar op de troon te brengen. 

## Trivia
- Een van Monks spionnen, Nikolaj Turkin, is gebaseerd op Dmitri Polyakov, die daadwerkelijk door Aldrich Ames verraden was, ter dood veroordeeld, en geëxecuteerd. Polyakov zelf wordt eveneens kort genoemd. In het boek is zijn bijdrage verminderd (zijn inlichtingen worden als onbeduidend en verouderd aangeduid), waarschijnlijk om rol van Turkin te vergroten, hoewel hij in werkelijkheid waarschijnlijk de meest effectieve van de door Ames verraden spionnel was. De affaire-Ames wordt op accurate wijze beschreven.
- De oude schoonmaker heet Leonid Zaitsev. Zaits betekent ´konijn´ in het Russisch, en door twee kunsttanden in zijn mond en zijn hulpeloze houding doet hij dan ook aan een konijn denken en wordt ook zo genoemd door iedereen. Komar(ov) betekent ´mug´, wellicht een verwijzing naar het feit dat hij op het einde van het boek vervallen is tot onbeduidendheid. Kuznets(ov) betekent ´smid´, wellicht een verwijzing naar hoe hij met zijn propaganda de aanhang van de UPK aan elkaar ´smeedt´. Overigens komen al deze namen veel voor in Rusland.
- In 2005 werd er een televisiefilm gemaakt die losjes gebaseerd was op het boek. Patrick Swayze speelde de hoofdrol van Jason Monk.
- In werkelijkheid vond er met Oud-en-Nieuw 1999-2000 (4 jaar na het uitkomen van het boek) inderdaad een machtswisseling en opkomst van een sterke man in Rusland plaats: Boris Jeltsin trad af ten gunste van Vladimir Poetin die evenals de fictieve Grishin afkomstig is uit de KGB.
- Zoals vaak in Forsyths werken spelen ook hier een aantal subplots:
  - De rektutering van de vier spionnen van Monk, die ieder gefrustreerd zijn over het systeem maar hun eigen redenen hebben om voor hem te spioneren. KGB-majoor Nikolai Turkin en GRU-kolonel Pyotr Solomin doen het uit frustratie over de blinde corruptie in de Sovjet-Unie, de atoomgeleerde Ivan Blinov doet het om zijn vriendin en zoon in het westen te kunnen weerzien, de diplomaat Valeri Kruglov doet het uit geldgebrek. De vier worden door Ames verraden en door Grishin opgepakt en gemarteld. Solomin, Kruglov en Blinov worden ter dood veroordeeld en geëxecuteerd, maar Gorbatchov verleent Turkin gratie en de straf wordt omgezet in werkkampstraf. Grishin laat hem een extra strenge behandeling geven waardoor hij alsnog omkomt. Monk leest Turkins laatste brief, slaat uit frustratie zijn superieur op zijn gezicht, en neemt ontslag uit de inlichtingendienst.
  - Leonid Zaitsev is een oorlogswees die door de joodse bakkersvrouw Davidova is opgevangen en opgevoed nadat een SS-divisie zijn dorp had vernietigd en zijn ouders gedood. Later neemt hij dienst en wordt in Berlijn gestationeerd, waar hij bij een patrouille afdwaalt, en een groep Britse soldaten aantreft, kapitalistische doodsvijanden. Tot zijn verrassing vragen ze hem uit vriendelijkheid een biertje mee te drinken. Na zijn dienst werkt hij als schoonmaker voor onder andere de UPK, en vindt en leest het Zwarte Manifest. Hij begrijpt het meeste niet, maar de strekking van de tekst snapt hij wel. Omwille van zijn eigen liefde voor zijn joodse pleegmoeder stuit Komarovs antisemitisme hem tegen de borst, en levert hij het document af bij de Britse ambassade, ´als dank voor het bier´. Grishin weet Zaitsev op te sporen, ondervraagt hem, en laat hem vermoorden.
  - Grishin wordt als KGB-kolonel belast met de zoektocht naar spionnen, vooral naar de vier van Monk die zoveel schade toebrengen. Hij is een man van de harde lijn die vindt dat verraders geen genade verdienen. Hij weet ze door Ames´ verraad alle vier op te pakken, maar bij Turkins arrestatie in Oost-Berlijn komt hij erachter dat Monk zelf in vermomming aanwezig was. Grishin is hier woedend over, mede daardoor heeft hij geen genade voor de vier spionnen en heeft hij een even grote hekel aan Monk als Monk aan hem. Later treedt hij als veiligheidschef toe tot de UPK, omdat Komarov eveneens een man van de harde lijn is die een sterk gezag wil terugbrengen, en hem dat wel bevalt. Bovendien hoopt hij op een kans in de toekomst Komarov te wippen en zelf de macht te grijpen. Ook in deze rol kent hij geen genade en hij laat zowel Komarovs secretaris als Zaitsev als straf voor het lekken van het Zwarte Manifest ombrengen. Ook stuurt hij doodseskaders op politieke vijanden af en probeert hij Monk om te brengen. Uit haat eigent hij zich een ring van Solomin toe, die deze destijds van Monk had gekregen, en hij geeft Turkin een straf die mogelijk nog erger is dan de dood. In een vuurgevecht weet Monk Grishin te doden en neemt Solomins ring terug.